# Cléré-sur-Layon
Cléré-sur-Layon és un municipi francès situat al departament de Maine i Loira i a la regió de País del Loira. L'any 2007 tenia 331 habitants.

## Demografia

### Població
El 2007 la població de fet de Cléré-sur-Layon era de 331 persones. Hi havia 136 famílies de les quals 32 eren unipersonals (4 homes vivint sols i 28 dones vivint soles), 56 parelles sense fills, 44 parelles amb fills i 4 famílies monoparentals amb fills.
La població ha evolucionat segons el següent gràfic:
Habitants censats

### Habitatges
El 2007 hi havia 168 habitatges, 138 eren l'habitatge principal de la família, 10 eren segones residències i 19 estaven desocupats. 167 eren cases i 1 era un apartament. Dels 138 habitatges principals, 101 estaven ocupats pels seus propietaris, 31 estaven llogats i ocupats pels llogaters i 6 estaven cedits a títol gratuït; 3 tenien dues cambres, 15 en tenien tres, 37 en tenien quatre i 83 en tenien cinc o més. 88 habitatges disposaven pel capbaix d'una plaça de pàrquing. A 74 habitatges hi havia un automòbil i a 57 n'hi havia dos o més.

### Piràmide de població
La piràmide de població per edats i sexe el 2009 era:
| Homes | Edats   | Dones |
| ----- | ------- | ----- |
| 0     | 95 o +  | 4     |
| 0     | 90 a 94 | 0     |
| 4     | 85 a 89 | 0     |
| 0     | 80 a 84 | 4     |
| 20    | 75 a 79 | 20    |
| 20    | 70 a 74 | 8     |
| 12    | 65 a 69 | 24    |
| 4     | 60 a 64 | 4     |
| 4     | 55 a 59 | 8     |
| 8     | 50 a 54 | 16    |
| 12    | 45 a 49 | 12    |
| 8     | 40 a 44 | 12    |
| 8     | 35 a 39 | 12    |
| 16    | 30 a 34 | 4     |
| 12    | 25 a 29 | 4     |
| 0     | 20 a 24 | 0     |
| 20    | 15 a 19 | 8     |
| 20    | 10 a 14 | 12    |
| 8     | 5 a 9   | 4     |
| 0     | 0 a 4   | 4     |

## Economia
El 2007 la població en edat de treballar era de 179 persones, 140 eren actives i 39 eren inactives. De les 140 persones actives 126 estaven ocupades (73 homes i 53 dones) i 14 estaven aturades (8 homes i 6 dones). De les 39 persones inactives 18 estaven jubilades, 10 estaven estudiant i 11 estaven classificades com a «altres inactius».

### Ingressos
El 2009 a Cléré-sur-Layon hi havia 138 unitats fiscals que integraven 332 persones, la mediana anual d'ingressos fiscals per persona era de 12.600 €.

### Activitats econòmiques
Dels 8 establiments que hi havia el 2007, 2 eren d'empreses extractives, 2 d'empreses de construcció, 1 d'una empresa de comerç i reparació d'automòbils, 1 d'una empresa d'hostatgeria i restauració i 2 d'empreses de serveis.
Dels 2 establiments de servei als particulars que hi havia el 2009, 1 era un paleta i 1 fusteria.
L'únic establiment comercial que hi havia el 2009 era una botiga de menys de 120 m².
L'any 2000 a Cléré-sur-Layon hi havia 21 explotacions agrícoles que ocupaven un total de 1.411 hectàrees.

## Equipaments sanitaris i escolars
El 2009 hi havia una escola elemental.

## Poblacions més properes
El següent diagrama mostra les poblacions més properes.